# Nəriman Nərimanov (Metro de Bakú)
Nəriman Nərimanov es una estación del Metro de Bakú. Se inauguró el 6 de noviembre de 1967.